# 胡振华

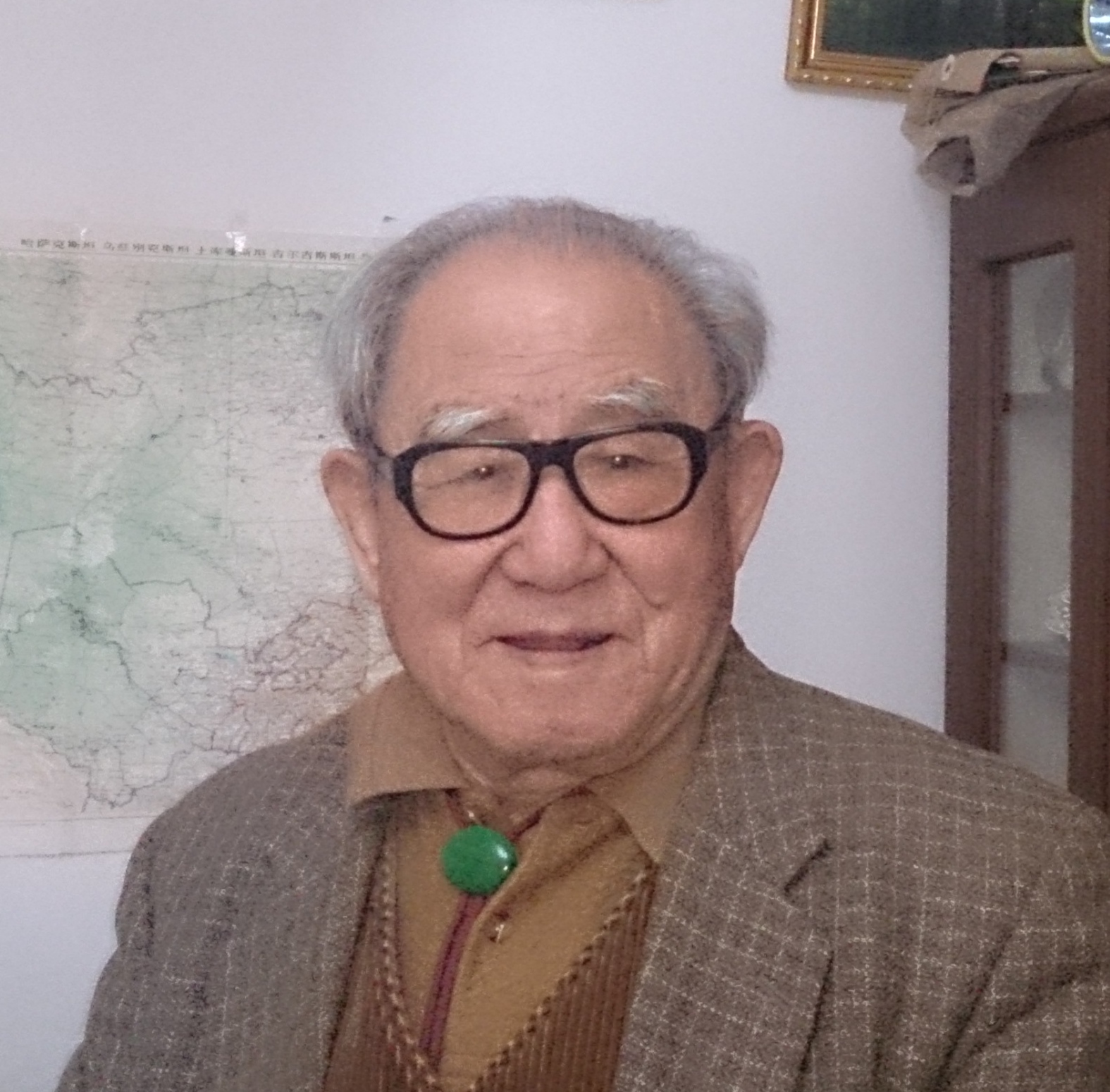
胡振华教授，2015年拍摄于北京

胡振华（1931年1月9日—），经名穆哈买德，回族人，是中央民族大学少数民族语言文学学院教授、博士生导师，吉尔吉斯斯坦国家科学院外籍荣誉院士，柯尔克孜族语言文化专家，以研究史詩《瑪納斯》稱著。
2012年6月5日荣获上海合作组织“丝绸之路人文合作奖”。有著作合集《胡振华文集》。

## 經歷
1931年1月9日出生于山东省青岛市一個鐵路工人家庭。1948年至1953年先後就讀於南京东方语文专科学校阿拉伯语科、山东大学文学院外文系俄语专业和中央民族学院语文系维吾尔语专业。1953年1月由中央民族学院维吾尔专业毕业，之后留校任教，师从马学良，安排学习和调查柯尔克孜语，只身派往帕米尔高原和天山调查，并于1957年创办了柯尔克孜语专业。参加过创制柯尔克孜文字及制定正字法工作，是中国柯尔克孜史诗《玛纳斯》最早的研究者。2004年离休。